# Ametek
Ametek, Inc. (typographié AMETEK) est une entreprise américaine de fabrication d'instruments électroniques et d'appareils électromécaniques.

## Histoire
Elle est fondée en Pennsylvanie en 1930 sous le nom de American Machine and Metals. L'entreprise prend le nom Ametek au début des années 1960.
En octobre 2019, Ametek a finalisé l'acquisition de Gatan, une société de fabrication d'instrumentation et de logiciels. La transaction a été évaluée à 925 millions de dollars.
En mars 2021, Ametek annonce l'acquisition d'Abaco Systems détenue alors par un fonds d'investissement, pour 1,35 milliard de dollars.

## Actionnaires
Liste des principaux actionnaires au 5 novembre 2019.
| The Vanguard Group                   | 10,4% |
| Southeastern Asset Management        | 5,29% |
| Fidelity Management & Research       | 4,54% |
| SSgA Funds Management                | 4,00% |
| Massachusetts Financial Services     | 2,86% |
| Wellington Management                | 2,77% |
| Perkins Investment Management        | 2,59% |
| BlackRock Fund Advisors              | 2,52% |
| Wood Struthers & Winthrop Management | 2,49% |
| Putnam                               | 2,37% |